# Helymaeus reticollis
Helymaeus reticollis là một loài bọ cánh cứng trong họ Cerambycidae.